# Sarah Kauss
Sarah Kauss est une entrepreneure américaine. Elle est connue pour avoir fondé S'well, une entreprise de bouteilles d'eau en acier inoxydable,,. Elle est également membre du programme EY Entrepreneurial Winning Women.

## Formation
Sarah Kauss naît en 1975 en Floride.
Kauss étudie la comptabilité à l'université du Colorado à Boulder. Après avoir obtenu sa licence, elle travaille en comptabilité à Denver et Los Angeles pour Ernst & Young. Elle obtient ensuite un MBA à la Harvard Business School.

## Carrière
En 2009, alors qu'elle randonne en Arizona avec sa mère, Kauss a l'idée de créer une bouteille d'eau réutilisable haut de gamme et à la mode. Elle fonde S'well en 2010. Harvard Business School est le premier établissement client de S'well et achète des bouteilles à Kauss pour les offrir aux nouveaux élèves. Kauss collabore avec son petit ami, Jeff Peck, pour lancer une boutique en décembre 2012 à Palm Beach. En 2014, les clients de S'well incluent Starbucks, Whole Foods Market, J. Crew et Neiman Marcus. Fortune inclut Kauss sur sa liste des 40 under 40 en novembre 2014. Elle est également sélectionnée en 2014 par EY Entrepreneurial Winning women. S'well a signé des partenariats avec des conférences TED et des stylistes pour la Semaine des défilés. Elle est mise en avant dans Entrepreneur magazine, Fortune magazine et sur CNNMoney et CNBC. En mai 2015, S'well a vendu quatre millions de bouteilles,.
En 2016, S'well est première d'une liste de la Women President's Organization, qui regroupe les cinquante entreprises dirigées par des femmes à plus grande croissance. La même année, elle est 49e sur le top 100 The Creators de Business Insider,. Elle est également sur la liste d'Inc.'s "Most Impressive Women Entrepreneurs of 2016".

## Philanthropie
De 2010 à 2014, Kauss donne une partie de ses profits à WaterAid, une organisation qui aide les populations sans accès à l'eau potable. L'entreprise signe des partenariats avec American Forest, Drink Up, Fasion Targets Breast Cancer et No Shave November. En 2015, S'well fait une donation de 100 000 $ à l'UNICEF pour apporter de l'eau potable aux enfants. Kauss est mentor au sein de l'U.S. Department of State Global Women's Mentoring Partnership.